# Synagoge (Wielkie Oczy)

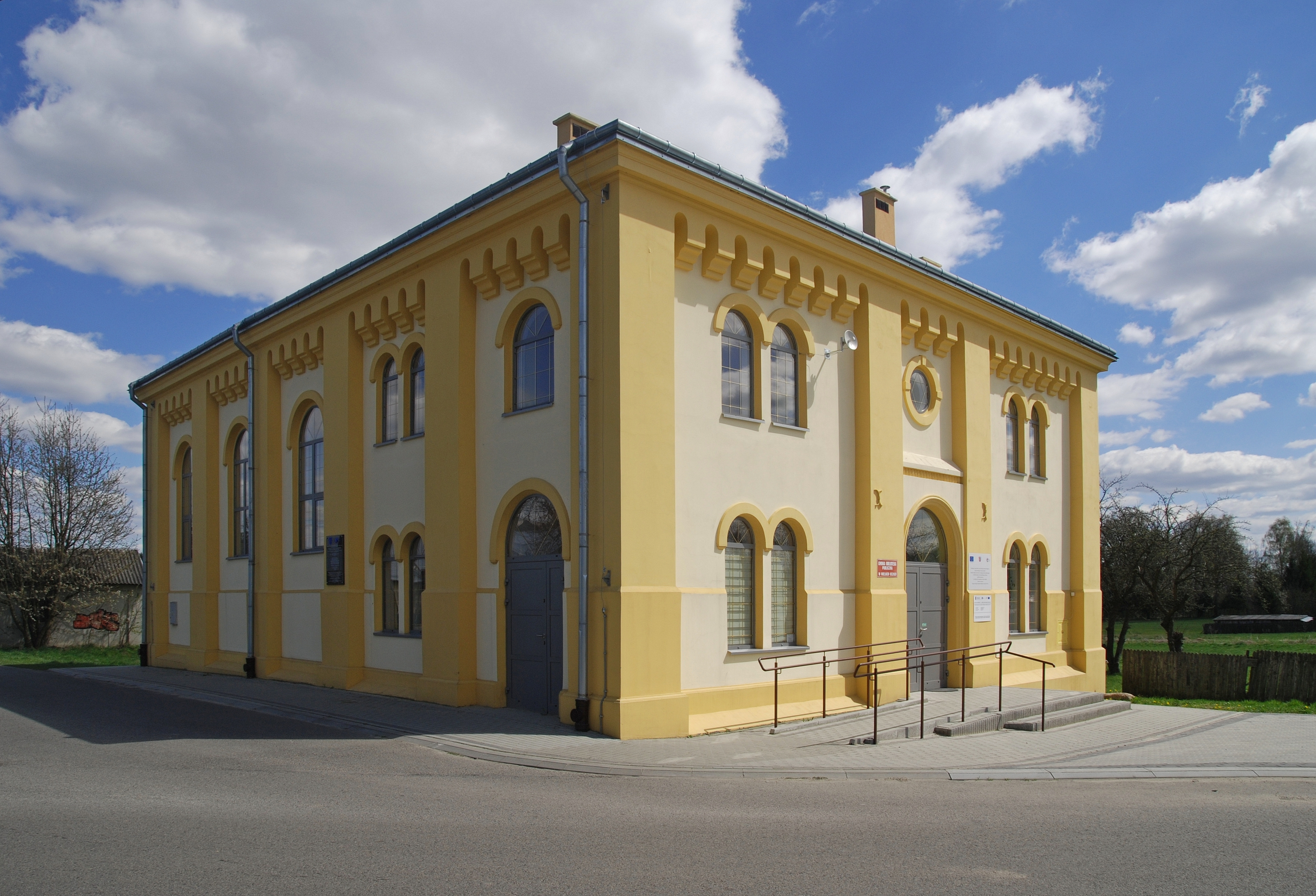
Synagoge (2015)

Die Synagoge in Wielkie Oczy, einem Dorf in der gleichnamigen Gmina in der Woiwodschaft Karpatenvorland im Südosten Polens, wurde 1910 gebaut. Sie beherbergt heute die Bibliothek.

## Geschichte

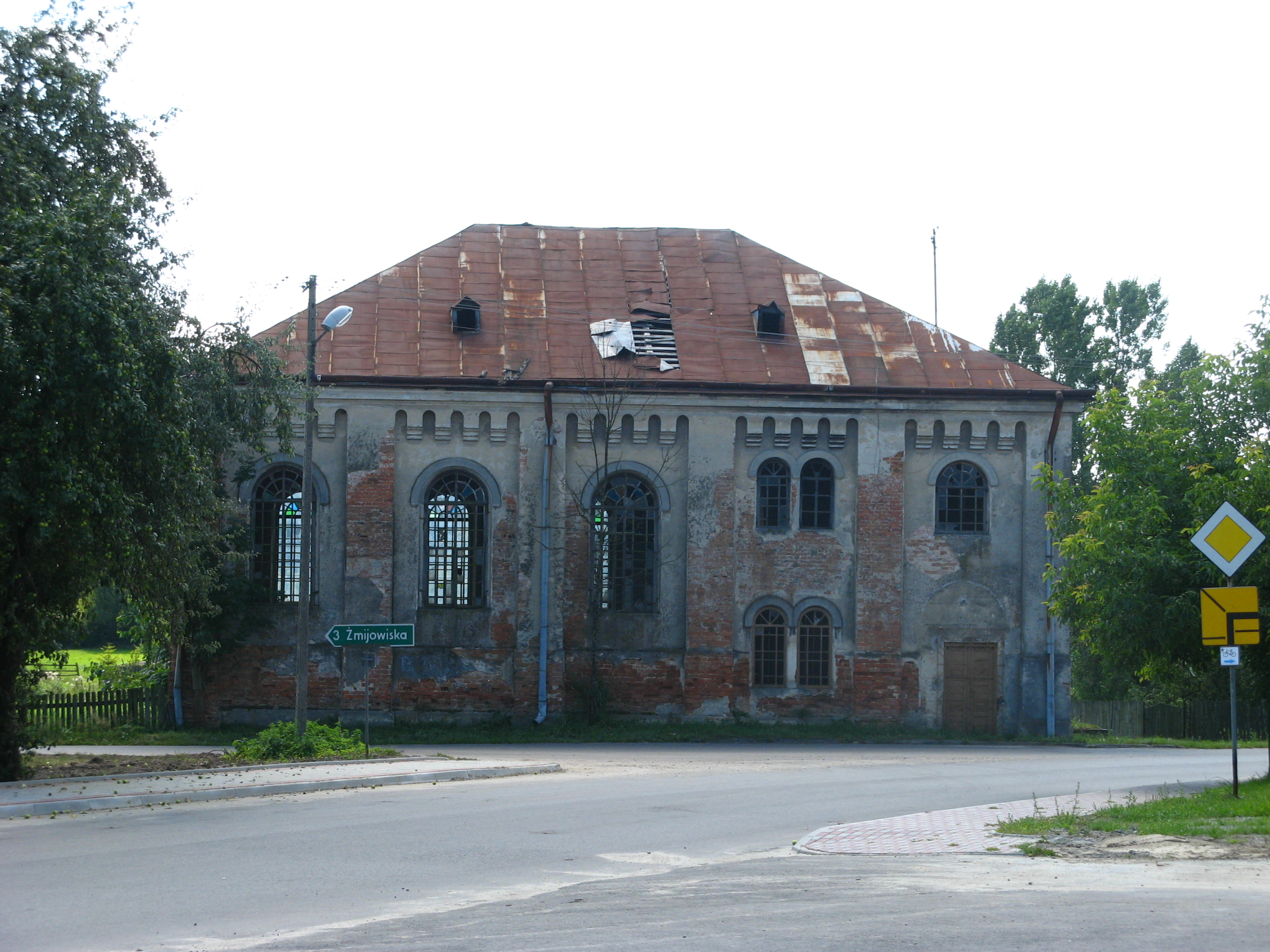
Synagoge vor der Renovierung

Die 1910 gebaute Synagoge wurde bereits 1915 bei Kämpfen im Ersten Weltkrieg schwer beschädigt und erst 1927 wieder aufgebaut. Im Zweiten Weltkrieg wurde sie von den deutschen Besatzern abermals zerstört und blieb danach lange Zeit verlassen und ungenutzt. Nach 1960 wurde das Gebäude umgebaut und diente bis 1990 als Büro, Lager und Laden. Später verfiel es wiederum, bis es zwischen 2011 und 2013 umfassend renoviert wurde. Seither dient es als örtliche Bibliothek.

## Architektur

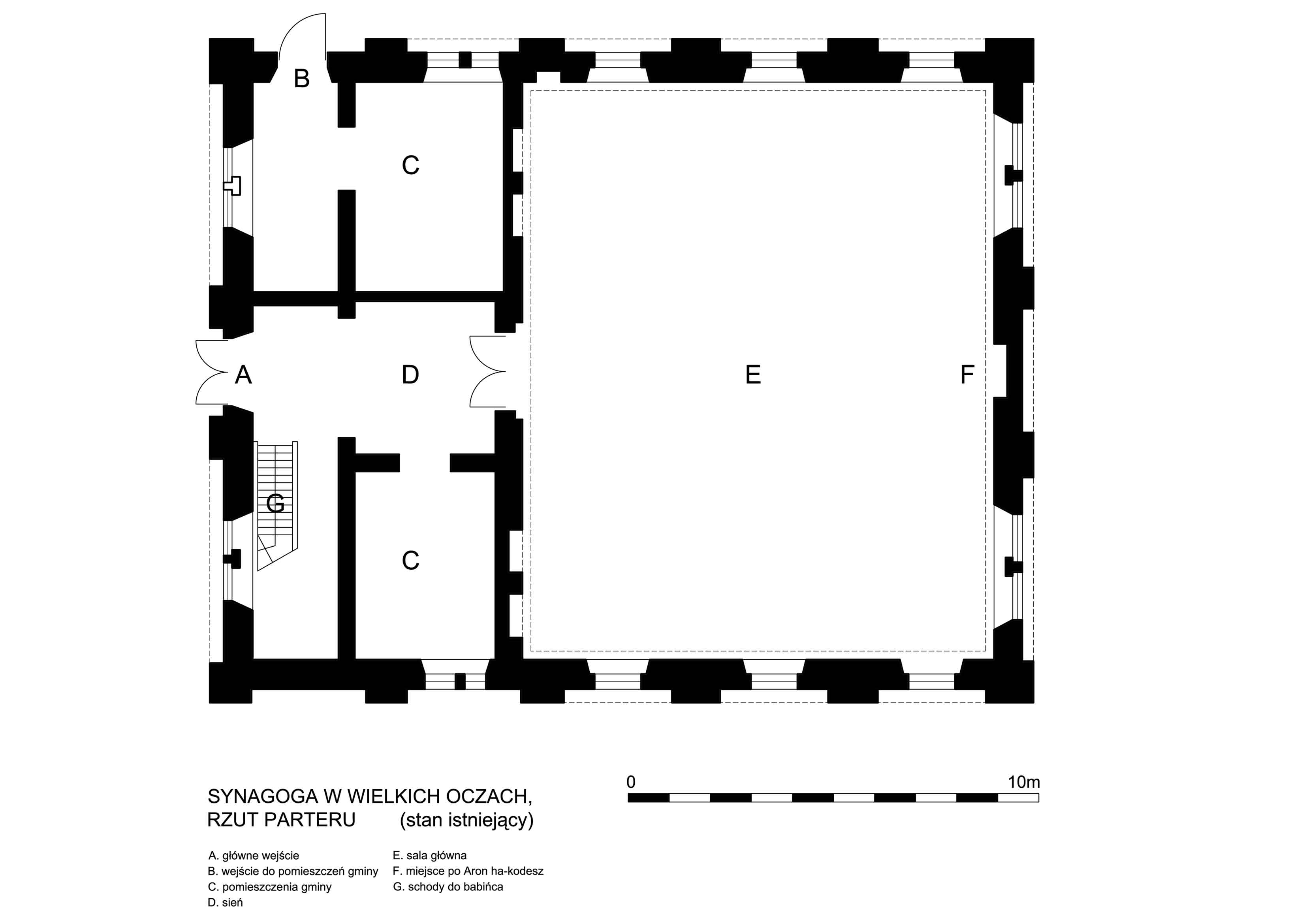
Plan der Synagoge

Das langgestreckte Gebäude ist mit einem Walmdach bedeckt. Die Wände sind durch Pilaster unterteilt, zwischen denen sich die Fenster und Türen befinden. Die Eingangsseite im Westen hat rechts und links der Tür auf zwei Stockwerken paarweise Rundbogenfenster. Über der Tür befindet sich auf der ersten Etage ein Okulus.
Die Nordseite hat zunächst ebenfalls zwei Stockwerke mit einer Tür und Fenstern; daran schließen sich in drei Feldern hohe Rundbogenfenster an. Hinter diesen ist der Männergebetsraum.
Die Ostwand hat rechts und links ebenfalls zwei hohe Fensterpaare und in der Mitte hoch angebracht ein kleines Fensterpaar, unter dem der Toraschrein war.
Vom Eingang im Westen gelangte man durch einen Raum zum Gebetssaal; rechts und links davon waren weitere Räume sowie eine Treppe zur Frauenempore.
Die Bima ist nicht mehr vorhanden, und vom Toraschrein ist nur noch die Nische erhalten.